# ママ・セッド
『ママ・セッド』（Mama Said）は、レニー・クラヴィッツが1991年に発表した2作目のスタジオ・アルバム。

## 背景
「フィールズ・オブ・ジョイ」はニューヨーク・ロック・アンサンブルのアルバム『Roll Over』（1971年）収録曲のカヴァーで、この曲と「オールウェイズ・オン・ザ・ラン」の2曲に、当時ガンズ・アンド・ローゼズのメンバーで、レニーとは高校の同級生であったスラッシュが参加。「オール・アイ・エヴァー・ウォンテッド」にはショーン・レノンが作曲及びピアノで参加した。
アメリカ盤も日本盤も収録曲は同じだが、曲順が異なる。

## 反響・評価
母国アメリカではBillboard 200で39位に達して初のトップ40入りを果たし、1991年10月にはRIAAによってゴールドディスクに認定されて、更に1995年5月にはプラチナディスクに認定された。全英アルバムチャートでは8位に達して初のトップ10入りを果たす。オランダのアルバム・チャートでも初のトップ10入りを果たし、合計14週トップ10入りする大ヒットを記録した。
Stephen Thomas Erlewineはオールミュージックにおいて「この頃のクラヴィッツは自分の受けた影響をより良い形で統合して、まるで1972年にリリースされたアルバムであるかのようにクラシック・ロックへのオマージュを注意深くプロデュースしており、まさに継ぎ目のないレコードとなった」「クラヴィッツの作曲能力も向上し、渦巻くようなフィリー・ソウルの"It Ain't Over 'Til It's Over"や、スライ・ストーンとジミ・ヘンドリックスを融合した荒々しい"Always on the Run"は、すぐに病み付きになるシングルとして突出している」と評している。

## 収録曲

### 日本盤
特記なき楽曲は作詞・作曲：レニー・クラヴィッツ。
1. ホワット・ザ・ファック / What the Fuck Are We Saying? - 5:10
2. フィールズ・オブ・ジョイ / Fields of Joy - 4:03
  - 作詞・作曲：マイケル・ケイメン、ハル・フレドリックス
3. オール・アイ・エヴァー・ウォンテッド / All I Ever Wanted - 4:04
  - 作詞：レニー・クラヴィッツ／作曲：レニー・クラヴィッツ、ショーン・レノン
4. イット・エイント・オーヴァー・ティル・イッツ・オーヴァー / It Ain't Over 'til It's Over - 3:55
5. モア・ザン・エニシング・イン・ディス・ワールド / More Than Anything in This World - 3:43
6. ホワット・ゴウズ・アラウンド・カムズ・アラウンド / What Goes Around Comes Around - 4:40
7. ザ・ディフェレンス・イズ・ホワイ / The Difference Is Why - 4:48
8. オールウェイズ・オン・ザ・ラン / Always on the Run - 3:57
  - 作詞：レニー・クラヴィッツ／作曲：レニー・クラヴィッツ、スラッシュ
9. スタンド・バイ・マイ・ウーマン / Stand by My Woman - 4:16
  - 作詞：レニー・クラヴィッツ／作曲：レニー・クラヴィッツ、ヘンリー・ハーシュ、S・パッシュ、A・クリザン
10. ストップ・ドラッギン・アラウンド  / Stop Draggin' Around - 2:37
11. フラワーズ・フォー・ゾーイ / Flowers for Zoë - 2:45
12. フィールズ・オブ・ジョイ（リプライズ） / Fields of Joy (Reprise) - 3:57
  - 作詞・作曲：マイケル・ケイメン、ハル・フレドリックス
13. ホエン・ザ・モーニング・ターンズ・トゥ・ナイト / When the Morning Turns to Night - 2:58
14. バタフライ / Butterfly - 1:45

### アメリカ盤・ヨーロッパ盤
1. Fields of Joy - 4:03
2. Always on the Run - 3:57
3. Stand by My Woman - 4:16
4. It Ain't Over 'til It's Over - 3:55
5. More Than Anything in This World - 3:43
6. What Goes Around Comes Around - 4:40
7. The Difference Is Why - 4:48
8. Stop Draggin' Around - 2:37
9. Flowers for Zoë - 2:45
10. Fields of Joy (Reprise) - 3:57
11. All I Ever Wanted - 4:04
12. When the Morning Turns to Night - 2:58
13. What the Fuck Are We Saying? - 5:10
14. Butterfly - 1:45

## カヴァー
- イット・エイント・オーヴァー・ティル・イッツ・オーヴァー
  - スーザン・ウォン - アルバム『Someone Like You』（2007年）に収録。

## 参加ミュージシャン
- レニー・クラヴィッツ - ボーカル、ギター、メロトロン、エレクトリックピアノ、オルガン、シンセサイザー、ベース、ドラムス、シタール
- ヘンリー・ハーシュ - ピアノ、オルガン、メロトロン、ベース、ストリングス・マシーン
- スラッシュ - ギター(on "Fields of Joy", "Always on the Run")
- ショーン・レノン - ピアノ(on "All I Ever Wanted")
- アダム・ウィドフ - ギター(on "What Goes Around Comes Around")
- レブロン・スコット - ベース(on "What Goes Around Comes Around")
- Zoro - ドラムス(on "What Goes Around Comes Around")
- David Domanich - ドラムス(on "Stop Draggin' Around ")
- ナンシー・アイヴス - チェロ(on "Flowers for Zoë")
- カール・デンソン - サックス
- ブッチ・トマス - サックス(on "Always on the Run")
- マイク・ハンター - トランペット(on "Always on the Run")
- フェニックス・ホーンズ - ホーン・セクション(on "It Ain't Over 'til It's Over")